# Urban von Muleren

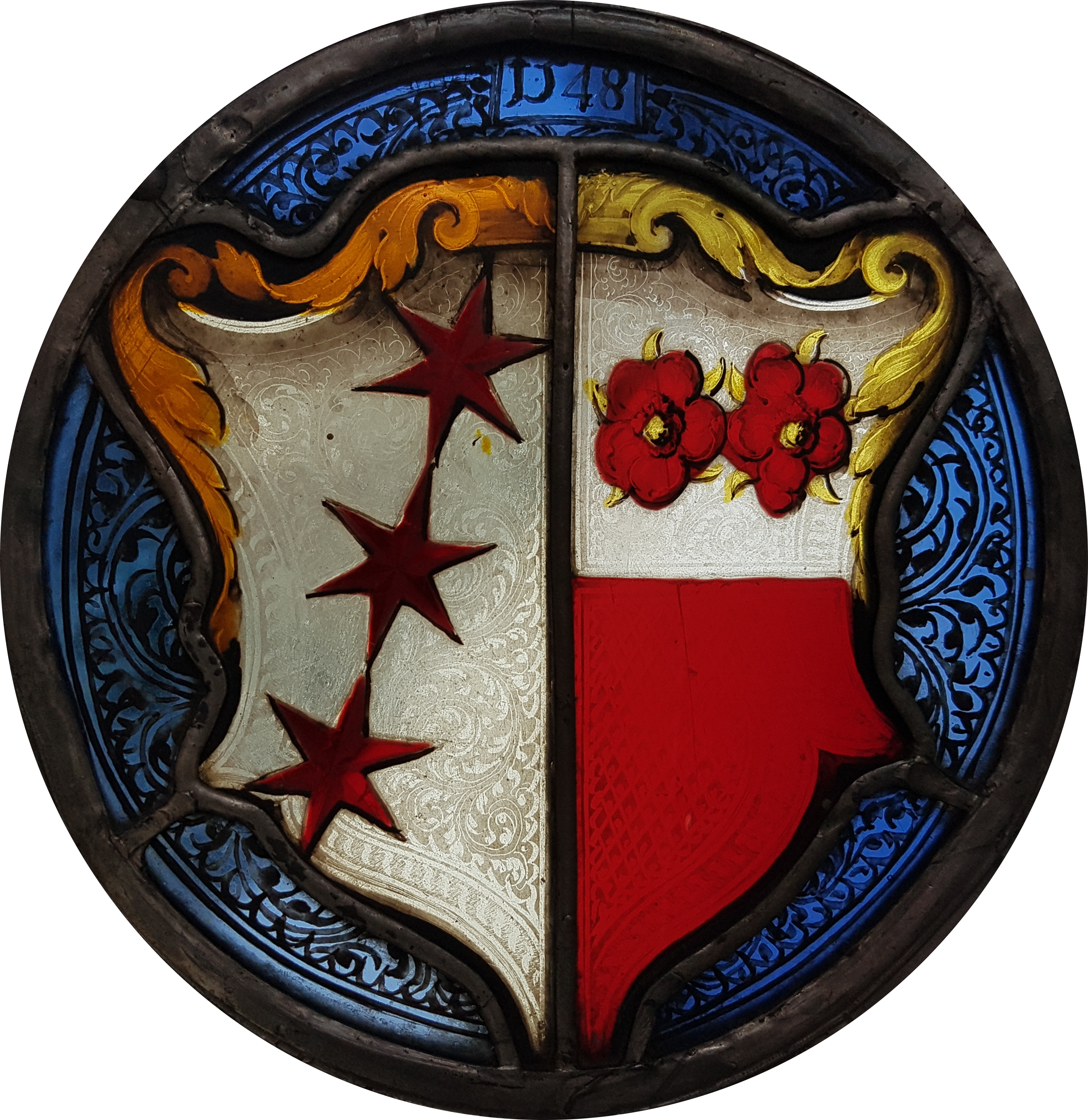
Allianzscheibe Urban von Muleren und Verena Schwend (1548)

Urban von Muleren († 24. Dezember 1493), gestorben an Pest, war ein Berner Notabler.
Muleren wurde als Sohn des Johann von Muleren, Seckelmeister, und der Anna Balmer geboren. Durch seine Heirat mit der Zürcherin Verena Schwend († 1502) gelangte er zu einem grossen Vermögen. Er war ab 1448 Mitglied des Grossen Rats, ab 1452 Mitglied des Kleinen Rats, 1456 Landvogt von Aarwangen, 1464 Landvogt von Lenzburg, ab 1470 Venner und 1476 erster Berner Schultheiss in Murten. Er besass die halbe Herrschaft Ligerz (die 1469 an Bern verkauft wurde) und war Herr von Burgistein. Durch seine Tochter Magdalena ging sein Vermögen an Jakob von Wattenwyl und dessen Nachkommen.